# Modellstraßenbahn

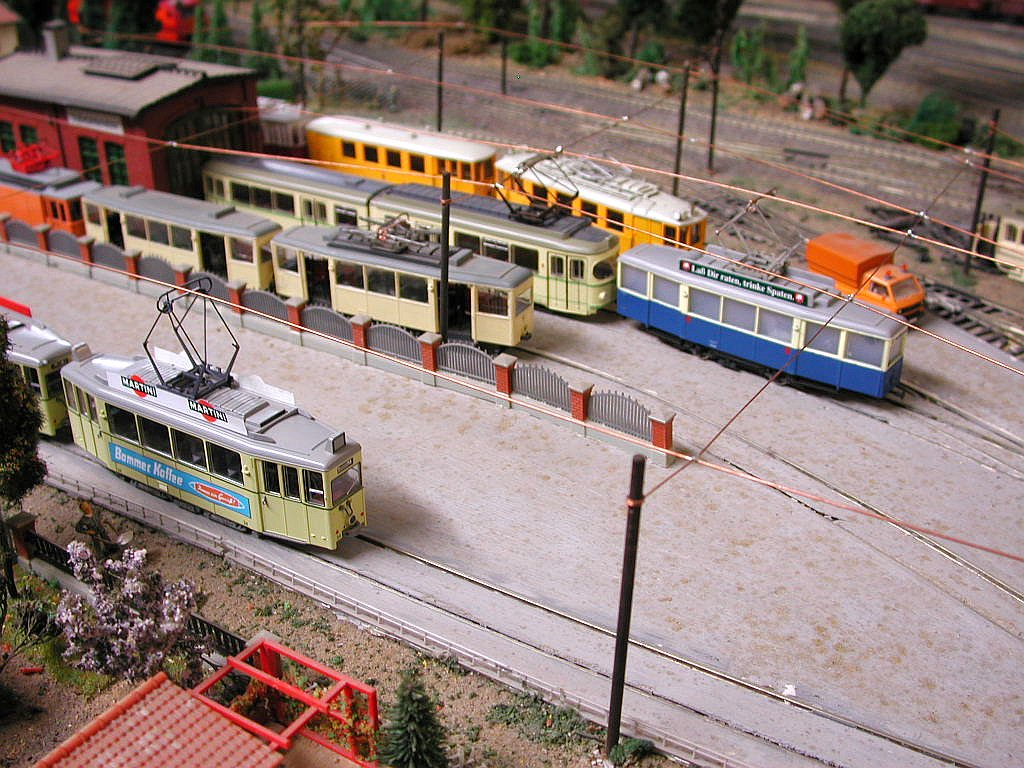
Modellstraßenbahndepot der Nenngröße H0

Eine Modellstraßenbahn ist eine Nachbildung einer Straßenbahn in verkleinertem Maßstab im Modell.
Ähnlich wie Modelleisenbahner bauen die Modellstraßenbahner einen Ausschnitt aus der Wirklichkeit im Modell nach. Der Schwerpunkt ihrer Anlagen liegt meistens in der Nachbildung von „Stadtlandschaften“ und Bahnen des städtischen Nahverkehrs oder Überlandbahnstrecken.
Ähnlich wie das Faller Car-System sind Modellstraßenbahnen auch als Ergänzung von Modelleisenbahnanlagen anzutreffen.

## Vergleich zur klassischen Modellbahn
Der Markt für Modellstraßenbahnen ist deutlich geringer als der der klassischen Modelleisenbahn; Modelle werden oft nur in Kleinserien gefertigt. Kunststoff-Industriemodelle geben oft das Vorbild stark vereinfacht wieder und erhalten ihre Detaillierung mitunter vorwiegend durch die Bedruckung. Im Gegensatz zu Lokomotiven ist eine Beleuchtung der Modelle nicht immer vorgesehen und muss vom Modellbauer selbst verwirklicht werden. Auch das speziell auf Straßenbahnen abgestimmte Gleismaterial (beispielsweise für in die Fahrbahn eingelassene Schienen oder die für Straßenbahn typischen Rillenschienen) wird von einigen Modellstraßenbahnern selbst angefertigt. Einige Straßenbahnmodelle werden als Bausatz angeboten. Während Modelleisenbahnlokomotiven fast immer motorisiert sind, ist der Antrieb für Straßenbahnen häufig optional – meist gibt es hier auf das jeweilige Modell abgestimmte, leicht einzubauende Antriebe, bei manchem Modellen erfordert die Motorisierung aber auch bastlerisches Geschick des Modellbauers. Durch das notwendige höhere bastlerische Geschick ist auch der Modellselbstbau und -umbau stärker ausgeprägt als bei Modelleisenbahnen.
Wie auch Modelleisenbahnen werden auch Modellstraßenbahnen zunehmend digital gesteuert; analog gesteuerte Anlagen werden oft im Oberleitungsbetrieb betrieben, um Wendeschleifen und Gleisdreiecke ohne Schaltungsaufwand zu realisieren. Die Spurweiten und die Fahrspannungen entsprechen denen der Modelleisenbahn; als Spurweiten werden meist IIm, H0, H0m, N und Z verwendet, andere Nenngrößen kommen seltener vor.
Modellstraßenbahnanlagen können  realistischer als Modelleisenbahnanlagen gestaltet werden, da enge Gleisradien und stark gekrümmte Weichen (wie sie bei Modelleisenbahnanlagen oft vorkommen) auch beim Vorbild gängig sind. Außerdem fallen vorbildgerechte Zuglängen deutlich kürzer aus als bei der Modellbahn. Beispiel: Ein vorbildgerechter Intercityzug mit typischerweise acht Wagen ist in der Nenngröße H0 ist ca. 2,5 Meter lang, wohingegen selbst lange Straßenbahnzüge selten länger als 50 cm sind. Stadtbahnanlagen liegen in ihrem Platzbedarf dazwischen.
Zur Verwirklichung verschiedener Bauwünsche und wegen der Möglichkeit, gemeinsam größere Anlagen aufzubauen und zu befahren, sind auch hier Modulanlagen anzutreffen.

## Hersteller von Modellstraßenbahnen
Einer der ersten Hersteller von Modellstraßenbahnen war die Firma Hamo, die ein komplettes Sortiment mit Gleisen und Oberleitung anbot. Später folgte die Firma Gogtram aus Ulm mit Spielzeug-Straßenbahnmodellen, Liliput mit seinen Modellen des Kriegsstraßenbahnwagens (KSW) sowie in den 1970er-Jahren Rivarossi.
Heute aktive Hersteller sind u. a. die Firmen Leopold Halling (Wien), Herrmann & Partner (Dresden), Linie 8/Rietze (Bad Tölz/Altdorf) und Navemo (Zürich). Halling produziert teilweise auch die Modelle für seine Mitbewerber. Weiter bot Roco verschiedene Varianten der Kölner Bauarten GT6 und GT8 an. Für die Nenngröße N (1:160) liefert Faller/Tomytec mehrere Trammodelle, darunter einen dreiteiligen Niederflurwagen in den Farben verschiedener deutscher Verkehrsbetriebe. N-Modelle gibt es auch vom Hersteller Kato. Die sogenannten Souvenirmodelle der Wiener Verkehrsbetriebe waren sehr beliebt, aber teilweise auch recht einfach gehalten. Beim VEB Prefo Dresden entstanden zu DDR-Zeiten einige Kunststoffbausätze ostdeutscher Vorbilder, die auch heute noch bei Herrmann & Partner erhältlich sind. Dort entwickelte man in den vergangenen Jahren jedoch auch zahlreiche weitere Bausätze und Fertigmodelle, hauptsächlich nach ostdeutschem Vorbild. Modelle Berliner Straßenbahnen der Epochen II bis IV werden von Fröwis-Modellbau angeboten.
Die Firmen Luna-Tram/Tillig und früher auch Modellbahntechnik Hof bieten einbaufertige Gleissysteme für Modellstraßenbahnen an. Im Gegensatz zu herkömmlichen Modellgleisen verfügen diese Gleise über keine Schwellen, sondern imitieren ein Rillengleis mittels der Nachbildung des Straßenpflasters oder einer Asphaltschicht zwischen den Schienen.

## Veranstaltungen

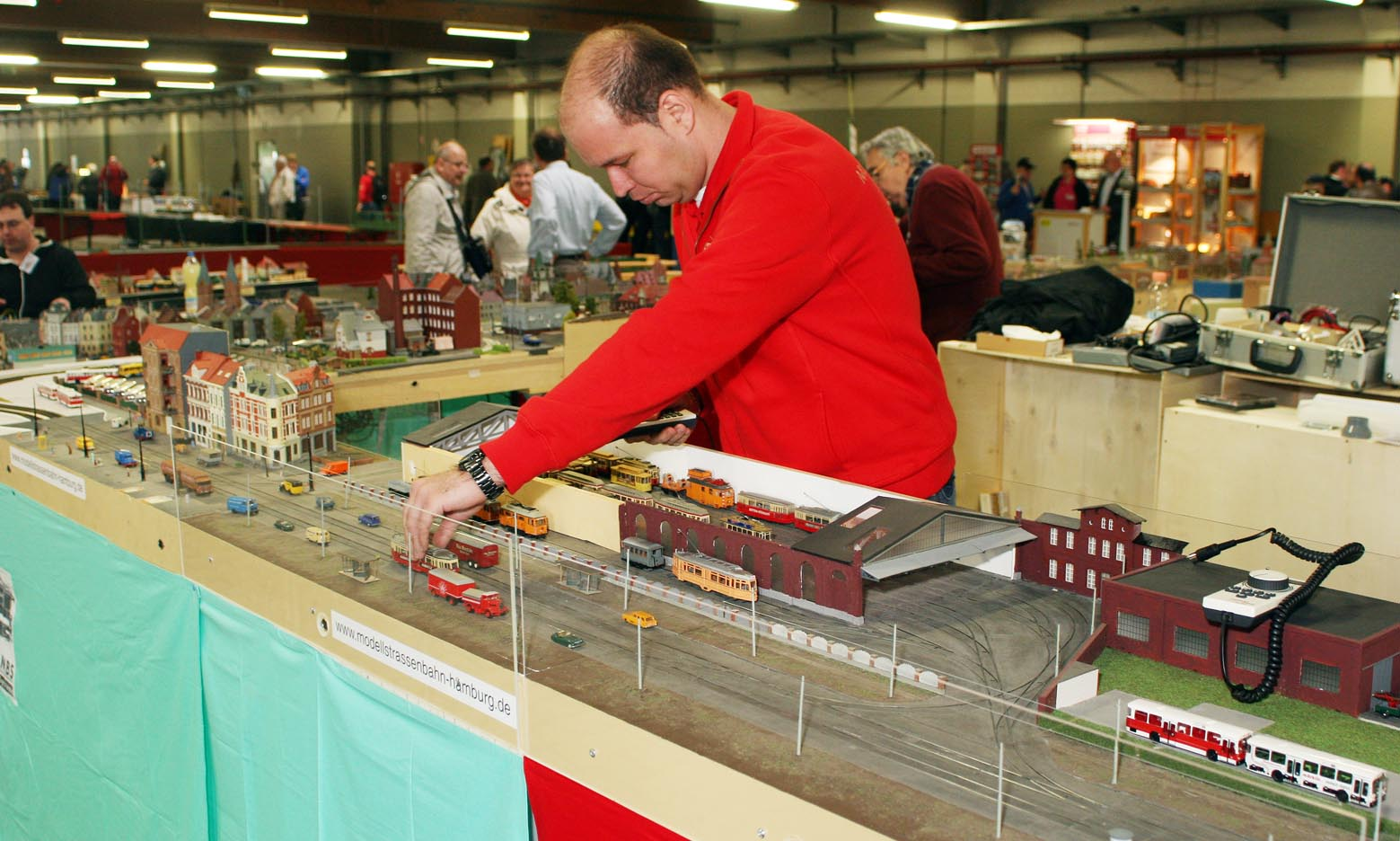
„Kleine Bahn ganz groß“ in Chemnitz 2013. Modulanlage der Modellstraßenbahn-Hamburg

Jährlich treffen sich Modellstraßenbahner aus Deutschland und den angrenzenden Ländern zu der Ausstellung Kleine Bahn ganz groß. In dafür angemieteten oder zur Verfügung gestellten Hallen werden Modelltramanlagen, Modelle und Literatur von vorwiegend nicht kommerziellen Ausstellern gezeigt. Meistens findet die Veranstaltung in Städten mit einer Straßenbahn statt, weil dort die kommunalen Verkehrsbetriebe unterstützend tätig werden. So fanden die Veranstaltungen beispielsweise in Chemnitz in einem Busdepot und in Bremen und Schwerin in einer Straßenbahnhalle statt. Im Jahr 2016 musste die Veranstaltung dagegen wegen fehlender Unterstützung von Hamburg in einen Lokschuppen nach Neumünster ausweichen. Kleine Bahn ganz groß ist Europas größte Modelltram-Veranstaltung. An den Veranstaltungen nehmen im Durchschnitt um die 200 Aussteller teil. In einigen Jahren konnten bis zu 4000 Besucher gezählt werden. Für 2021 war eine KBGG-Ausstellung in Plauen angekündigt, die aber wegen der Corona-Pandemie abgesagt wurde. Als nächste Veranstaltung ist eine KBGG 2026 in München geplant.
Daneben gibt es jedes Jahr ein TLRS-Treffen in Nürnberg. Hier zeigen Bastler ihre Modelle und Anlagen, die jedes Mal unter einem anderen Thema stehen.